# Smart Villages
Smart villages (Chytrý venkov) je jedním z témat a akcí Evropské komise. Je součástí programů týkající se rozvoje venkova tzv. Rural development programmes, kde má každý program své specifické zaměření a sedmileté období trvání. Zároveň naplňuje dlouhodobou vizi Evropské unie do roku 2040, kam patří i různé akční výzvy pro posílení venkova.

## Česká republika
V ČR mají programy a projekty týkající se Smart villages na starosti zejména dvě ministerstva - Ministerstvo pro místní rozvoj a
Ministerstvo zemědělství za pomoci dalších sdružení a institucí.

### Implementace v jednotlivých krajích (srpen 2024)

##### Karlovarský kraj
- Kraj nabízí společně s partnery na základě memoranda podporu obcím v zavádění IT technologií.[8]
- Další projekty Smart villages zaštiťuje Karlovarská agentura pro rozvoj podnikání.[9] V její spolupráci s Petrem Hlaváčkem z Univerzity Jana Evangelisty Purkyně došlo k vytvoření Metodiky hodnocení přípravy na rozvoj chytrého venkova.[10] Jedním z projektů spadajících pod Smart villages je databáze otevřených dat, která již obsahuje různé jednoduché databáze. Ukazuje například jako body umístění nemocnic nebo rozhleden v kraji nebo uvádí příjemce inovačních voucherů 2020-22 či tzv. Startovacích voucherů pro start rozvoje podnikání v kraji, což je forma pobídek pro mladé a začínající podnikatele ve zdejším kraji.[11][12]

##### Jihočeský kraj
- Kraj zahrnuje tuto výzvu do programu Smart regionu Jihočeský kraj. V rámci programu rozvoje kraje pro období 2021-2027 se chce v projektu Smart villages dlouhodobě zaměřovat například na neinstitucionalizovanou formu sociálních služeb, kde uvádí náramkovou péči zejména pro seniory (automaticky zavolají pomoc v případě potřeby), eRecepty a sdílení dat v sociálně -zdravotním rozhraní.[13]

##### Kraj Vysočina
- Kraj má tento projekt zahrnut v programu Smart Cities a Smart region. Na jaře 2023 se seznamovalo vedení kraje s konceptem udržitelným rozvojem venkova a co to má obsahovat. Bylo rozhodováno o aplikování na Vysočině, speciálně uvedeno zemědělství, metodika  a finanční zdroje pro smart venkov, atd. [14]

##### Olomoucký kraj
- Kraj předává na webu informace o konceptu Smart village a  Smart rural areas a možnosti se zapojit s odkazem na brožury, weby a sociální sítě v angličtině,datováno k roku 2020.[15]

##### Pardubický kraj
- Kraj provedl analýzu vycházející z vlastního dvoukolového dotazníkového šetření provedeném v roce 2021 a 2022. První kolo zahrnovalo všechny obce kraje, dotazníky byly zaměřeny na oblasti digitalizace, vodohospodářství, energetiku a SMART řešení v praxi. V druhém kole byli dotazováni zástupci vybraných obcí přímo a byl zjišťován i způsob uvažování nad realizacemi smart řešení v jejich konkrétních případech. Došlo také k osvětlení pojmu Smart villages/Chytré vesnice. [16][17]